# Liste der Anime-Titel (2020–2021)
Dies ist eine chronologisch sortierte Liste der Anime-Titel von 2020 bis 2021.

## 2020
| Name                                                                        | Alternative Namen                                                     | Veröffentlichungsjahr | Studio(s)                           |
| --------------------------------------------------------------------------- | --------------------------------------------------------------------- | --------------------- | ----------------------------------- |
| BanG Dream! 3rd Season (13 Folgen)                                          |                                                                       | 2020 als Fernsehserie | Sanzigen                            |
| Chō Jigen Game Neptune Hi☆Light (eine Folge)                                | 超次元ゲイム ネプテューヌ Hi☆Light, Hyperdimension Neptunia Hi☆Light  | 2020 als Special      | David Production                    |
| Dorohedoro (12 Folgen)                                                      | ドロヘドロ                                                            | 2020 als Fernsehserie | MAPPA                               |
| The God of High School (13 Folgen)                                          | ゴッド・オブ・ハイスクール                                            | 2020 als Fernsehserie | MAPPA                               |
| Hataraku Saibō!! Saikyō no Teki, Futatabi. Karada no Naka wa "Chō" Ōsawagi! | はたらく細胞!!最強の敵、再び。体の中は“腸”大騒ぎ!                     | 2020 als Film         | David Production                    |
| Hatena Illusion (12 Folgen)                                                 | はてな☆イリュージョン                                                 | 2020 als Fernsehserie | Children’s Playground Entertainment |
| Hentatsu (Folgen)                                                           | へんたつ                                                              | 2020 als Fernsehserie | irodori                             |
| High School Fleet                                                           | ハイスクール・フリート, Hai-Furi                                      | 2020 als Film         | A-1 Pictures                        |
| Higurashi: When They Cry – GOU (14 Folgen)                                  | ひぐらしのなく頃に業                                                  | 2020 als Fernsehserie | Passione                            |
| Himitsu Kessha Taka no Tsume: Golden Spell (Folgen)                         | 秘密結社 鷹の爪 ～ゴールデン・スペル～                                | 2020 als Fernsehserie | DLE                                 |
| Hōkago Teibō Nisshi (12 Folgen)                                             | 放課後ていぼう日誌, Diary of Our Days at the Breakwater               | 2020 als Fernsehserie | Doga Kobo                           |
| Hulaing Babies Aratame: Staying Babies (12 Folgen)                          | フライングベイビーズ改め ステイングベイビーズ                         | 2020 als Fernsehserie | Gaina                               |
| Hulaing Babies☆Petit (12 Folgen)                                            | フライングベイビーズ☆プチ                                             | 2020 als Fernsehserie | Gaina                               |
| Hypnosis Mic – Division Rap Battle – Rhyme Anima (13 Folgen)                | ヒプノシスマイク-Division Rap Battle - Rhyme Anima                    | 2020 als Fernsehserie | A-1 Pictures                        |
| Interspecies Reviewers (12 Folgen)                                          | 異種族レビュアーズ, Ishuzoku Rebyuāzu, Ishuzoku Reviewers             | 2020 als Fernsehserie | Passione                            |
| Jujutsu Kaisen (24 Folgen)                                                  | 呪術廻戦                                                              | 2020 als Fernsehserie | MAPPA                               |
| To Aru Kagaku no Railgun T (25 Folgen)                                      | とある科学の超電磁砲T, To Aru Kagaku no Rērugan T                     | 2020 als Fernsehserie | J.C.Staff                           |
| Violet Evergarden: Der Film                                                 | 劇場版 ヴァイオレット・エヴァーガーデン, Gekijōban Vaioretto Evāgāden | 2020 als Film         | Kyōto Animation                     |
| Zombie Land Saga Revenge (12 Folgen)                                        | ゾンビランドサガ, Zonbi Rando Saga                                    | 2021 als Fernsehserie | MAPPA                               |